# محمد السر عبدالله
محمد السر عبدالله (عربی: محمد فضل المولی السر عبدالله؛ زادهٔ ۱۹۴۹) بازیکن فوتبال بود.
وی به‌همراه تیم ملی فوتبال سودان در بازی‌های المپیک تابستانی ۱۹۷۲ شرکت کرده است.